# Jacksonia nematoclada
Jacksonia nematoclada är en ärtväxtart som beskrevs av Ferdinand von Mueller. Jacksonia nematoclada ingår i släktet Jacksonia och familjen ärtväxter. Inga underarter finns listade i Catalogue of Life.